# Siphocodon debilis
Siphocodon debilis là loài thực vật có hoa trong họ Hoa chuông. Loài này được Schltr. miêu tả khoa học đầu tiên năm 1897.